# Paul-Laurent Assoun
Paul-Laurent Assoun (* 1948) ist ein französischer Psychoanalytiker und Philosoph.

## Ausbildung
Assoun studierte an der École normale supérieure de Saint-Cloud. Seine Dissertation Idéologie politique et lutte de classes dans le discours historiographique du "fatalisme historique" en France sous la Restauration von 1987 wurde von Georges Lavau betreut.

## Berufliche Laufbahn
Seine erste Professorenstelle hatte Assoun an der Universität Nimwegen, wo er Sozialphilosophie und Politikwissenschaft von 1987 bis 1993 lehrte. 
Danach arbeitete er als Psychoanalytiker und bis Ende 2007 als Professor an der  Universität Paris VII, wo er die Abteilung clinical human science gründete. Er war Mitglied der Forschungsgruppe Psychanalyse et pratiques sociales (Unité mixte de recherche) am  CNRS. Paul-Laurent Assoun ist Herausgeber von Philosophie d’aujourd’hui, einer Sammlung der Presses universitaires de France, von  Psychanalyse et pratiques sociales bei Anthropos/Economica, ferner ist er Mitglied des Herausgebergremiums der Zeitschrift für Psychoanalyse Penser/Rêver (Éditions de l’Olivier).

## Schriften
- Freud, la philosophie et les philosophes, PUF, Paris 1976; 2. Auflage. Quadrige, Paris 2005, ISBN 2-13-054912-8
- Freud et Nietzsche, PUF, 1978, Neuauflage. Quadrige: 1998, ISBN 2-13-049123-5
- Hedendaagse Franse Filosofen, réd. Assoun et al., Van Gorcum, Assen 1987, ISBN 978-90-232-2259-0
- Le freudisme, PUF-Que sais-je, Paris 1990, ISBN 978-90-5352-095-6
- Freud et Wittgenstein, PUF-Quadrige, Paris 1996, ISBN 2-13-047456-X
- Introduction à la métapsychologie freudienne, Ed.: PUF-Quadrige, Paris 1993, ISBN 2-13-045248-5
- Lacan, PUF, Reihe Que sais-je, Paris 2003, ISBN 978-2-13-057604-4
- Le Couple inconscient: amour freudien et passion post-courtoise, Anthropos, Paris 1992
- Le fétichisme, PUF-Que sais-je, Paris 2002, ISBN 2-13-053043-5
- Freud, la philosophie et les philosophes, PUF, Quadrige, Paris 2005, ISBN 2-13-054912-8
- Leçons psychanalytiques sur les phobies, Anthropos, Paris 2005, ISBN 2-7178-4144-X
- Psychanalyse, Ed.: PUF-Quadrige, Paris 2007, ISBN 2-13-056012-1